# Lagos (Pirineos Atlánticos)
Lagos es una comuna francesa de la región de Aquitania en el departamento de Pirineos Atlánticos.
El topónimo Lagos fue mencionado por primera vez en el siglo XI.

## Demografía
| 331 | 355 | 360 | 346 | 346 | 378 | 370 | 400 | 433 | 448 | 443 | 458 | 450 | 441 | 423 | 418 | 396 | 405 | 406 | 410 | 337 | 303 | 301 | 255 | 243 | 219 | 222 | 234 | 212 | 292 | 373 | 510 | 501 | 475 |
| Para los censos de 1962 a 1999 la población legal corresponde a la población sin duplicidades (Fuente: INSEE [Consultar]) |     |     |     |     |     |     |     |     |     |     |     |     |     |     |     |     |     |     |     |     |     |     |     |     |     |     |     |     |     |     |     |     |     |